# SN 2010kx
SN 2010kx – supernowa typu II-P odkryta 19 grudnia 2010 roku w galaktyce NGC 7645. W momencie odkrycia miała maksymalną jasność 17,50m.